# Won't Back Down (Fuel)
Won't Back Down è un singolo del gruppo musicale statunitense Fuel, pubblicato il 14 gennaio 2003 come primo estratto dal terzo album in studio Natural Selection.

## Video musicale
Il videoclip mostra New York di notte dall'elicottero e delle scene dove il gruppo si esibisce in concerto.